# Diana Deutsch
Diana Deutsch (* 1938 in London) ist eine englische Psychologin, die besonders durch Beiträge zur Musikpsychologie hervorgetreten ist.
Sie erforscht u. a. die Wahrnehmung und das Gedächtnis für Klänge, insbesondere für Musik, absolutes Gehör, insbesondere bei Sprechern von Tonsprachen und wie wir uns mit anderen verständigen, wenn wir über Musik sprechen.
Bekannt wurde sie durch Veröffentlichungen über Akustische Täuschungen und Paradoxien.

## Leben
Diana Deutsch ist die Tochter des Bildhauers Max Sokol. Sie studierte am St. Anne’s College der Universität Oxford, wo sie mit einem B.A. in Psychologie, Philosophie and Physiologie abschloss. Ihren Doktortitel in Psychologie erwarb sie an der Univery of California, San Diego, Kalifornien, wo sie nun als Professorin arbeitet. 2004 erhielt sie den Rudolf-Arnheim-Award der American Psychological Association für herausragende Leistungen. Sie war mit J. Anthony Deutsch (1927–2016) verheiratet, mit dem sie das Lehrbuch Physiological Psychology (1966) und mehrere Fachartikel verfasste. 1986 wurde sie zum Fellow der American Association for the Advancement of Science gewählt.
Diana Deutsch schenkte dem St. Anne´s College eine große Sammlung von Werken ihres Vaters.

## Akustische Täuschungen
Zu den von Deutsch entdeckten und erforschten Täuschungen gehören:
- Oktaven-Täuschung (1974)
- Tonleiter-Täuschung (1974)
- Glissando-Täuschung (1995)
- Tritonus-Paradox
- Cambiata-Illusion (2003).

Auf den folgenden Abbildungen bedeutet jeweils rot = rechtes Ohr, blau = linkes Ohr.

### Oktaven-Täuschung
Der Testperson werden über Kopfhörer auf jedem Ohr zwei verschiedene Töne abwechselnd dargeboten. Ihr Abstand beträgt eine Oktave. Beispiel: Das rechte Ohr hört abwechselnd g und g’, das linke Ohr gleichzeitig abwechselnd g’ und g. So gut wie niemand kann das richtig hören, stattdessen treten verschiedene Illusionen auf. Die häufigste Wahrnehmung ist: rechtes Ohr g’, dann linkes Ohr g, dann wieder rechtes Ohr g’, dann linkes Ohr g usw.
Diese Täuschung bleibt sogar erhalten, wenn der Kopfhörer umgedreht wird und die dargebotenen Töne nun vertauscht sind. Bei Rechtshändern ist diese Täuschung viel stabiler; bei Linkshändern ist das Muster häufiger umgedreht, also z. B. rechtes Ohr g, dann linkes Ohr g’, dann wieder rechtes Ohr g, dann linkes Ohr g’ usw.

### Tonleiter-Täuschung
Der Testperson werden über Kopfhörer auf jedem Ohr eine andere Melodie dargeboten.
Dieses Muster entsteht dadurch, dass man gleichzeitig zwei Tonleitern abspielt, eine aufsteigend, hier z. B. von c bis c’, die andere absteigend, hier von c’ nach c, jedoch jedes Mal linken und rechten Kanal vertauscht.
Die meisten Probanden nehmen nun aber zwei gänzlich andere Melodien war, nämlich auf einem Ohr eine Tonleiter von c’ hinunter nach g und wieder zurück nach c’, auf dem anderen Ohr die Tonleiter von c hinauf bis f und wieder zurück nach c.
Dieser Effekt wird auch als „melodic channeling“ bezeichnet, da scheinbar chaotische Töne zu zwei geordneten Melodien zusammengefügt werden. Rechtshänder hören meist rechts die hohe, links die tiefe Melodie; Linkshänder variieren stärker.
Eine Variante der Tonleiter-Täuschung ist die „chromatische Illusion“, bei der statt einer Ganztonleiter eine chromatische Tonleiter verwendet wird.

### Glissando-Täuschung
Über zwei Stereo-Lautsprecher werden gleichzeitig zwei Signale abgespielt: auf einem Kanal ein synthetischer Oboen-Ton (262 Hz), auf dem anderen ein Sinuston-Glissando, das ± 1 Oktave (zwischen 131 und 523 Hz) auf- und absteigt (was wie eine Sirene klingt). Diese Signale werden alle 0,2 Sekunden zwischen den Lautsprechern vertauscht, sodass man immer auf einer Seite den Oboen-Ton und auf der anderen Seite einen Ausschnitt des Glissandos hört. Wahrgenommen wird jedoch etwas anderes: während der Oboen-Ton korrekt als hin- und herspringend gehört wird, wird das Glissando im Kopf wieder zusammengefügt und als kontinuierlich zwischen den Lautsprechern hin- und herwandernd erlebt, häufig zusätzlich als im Raum auf- und absteigend. Das häufigste Hörerlebnis ist, dass der aufsteigende Glissando-Teil von links nach rechts und von unten nach oben, der absteigende Teil von rechts nach links und von oben nach unten wandernd gehört wird. Bei Rechtshändern ist dieser Befund wiederum stabiler als bei Linkshändern.

### Cambiata-Illusion
Über Stereo-Lautsprecher oder -Kopfhörer wird pro Kanal eine andere Melodie dargeboten.
Gehört wird jedoch meistens folgende Illusion: auf einem Ohr hört man ein sich wiederholendes Muster aus drei Wechselnoten im oberen Register, auf dem anderen Ohr ebenfalls ein solches Muster im tieferen Register. Rechtshänder hören stabil rechts die hohen, links die tiefen Töne:

## CDs
- Musical Illusions and Paradoxes (1995)
- Phantom Words and Other Curiosities (2003)

## Schriften
- The psychology of music (Hrsg.), 2. Auflage, San Diego, Academic Press, 1999
- Music recognition. Psychological Review, 1969, 76, 300–309.
- Tones and numbers: Specificity of interference in immediate memory. Science 1970, 168, 1604–1605.
- Mapping of interactions in the pitch memory store. Science 1972, 175, 1020–1022
- An auditory illusion. Nature 1974, 251, 307–309
- The organization of short term memory for a single acoustic attribute. In D. Deutsch und J. A. Deutsch (Hrsg.), Short Term Memory New York: Academic Press, 1975, 107–151.
- Two-channel listening to musical scales. Journal of the Acoustical Society of America 1975, 57, 1156–1160
- Musical Illusions. Scientific American 1975, 233, 92–104.
- The internal representation of pitch sequences in tonal music. Psychological Review 1981, 88, 503–522 (mit J. Feroe)
- Some new sound paradoxes and their implications. In Auditory Processing of Complex Sounds; Philosophical Transactions of the Royal Society Series B, 1992, 336, 391–397
- Paradoxes of musical pitch. Scientific American 1992, 267, 88–95.
- The puzzle of absolute pitch. Current Directions in Psychological Science 2002, 11, 200–204
- Attention: Some theoretical considerations. Psychological Review 1963, 70, 80–90 (mit J. A. Deutsch).